# Thysanina similis
Thysanina similis là một loài nhện trong họ Trachelidae.
Loài này thuộc chi Thysanina. Thysanina similis được miêu tả năm 2006 bởi Lyle & Haddad.